# Редмонд, Зепиквено
Зепиквено Редмонд (нидерл. Zepiqueno Redmond; родился 22 июня 2006) — нидерландский футболист, нападающий английского клуба «Астон Вилла».

## Клубная карьера
Воспитанник команд «Александрия '66», «Зверверс» и «АДО Ден Хааг», в 2019 году Редмонд присоединился к академии клуба «Фейеноорд». 16 июня 2022 года подписал свой первый профессиональный контракт с роттердамским клубом до 2025 года. 2 ноября 2024 года впервые попал в заявку основной команды на матч Эредивизи против АЗ, однако на поле не появился. 10 ноября 2024 года дебютировал за «Фейеноорд», выйдя в стартовом составе на матч чемпионата Нидерландов против «Алмере Сити». 17 декабря 2024 года забил свой первый гол за клуб в матче Кубка Нидерландов против «МВВ Маастрихта», оформив в итоге дубль и принеся «Фейеноорду» победу со счётом 2:1.

## Карьера в сборной
Выступал за сборные Нидерландов до 16, и до 17, до 18 и до 19 лет.

## Достижения
Сборная Нидерландов (до 19)
- Чемпион Европы (до 19 лет): 2025